# Torricella-Taverne
Torricella-Taverne is een gemeente en plaats in het Zwitserse kanton Ticino, en maakt deel uit van het district Lugano.
Torricella-Taverne telt 2947 inwoners.

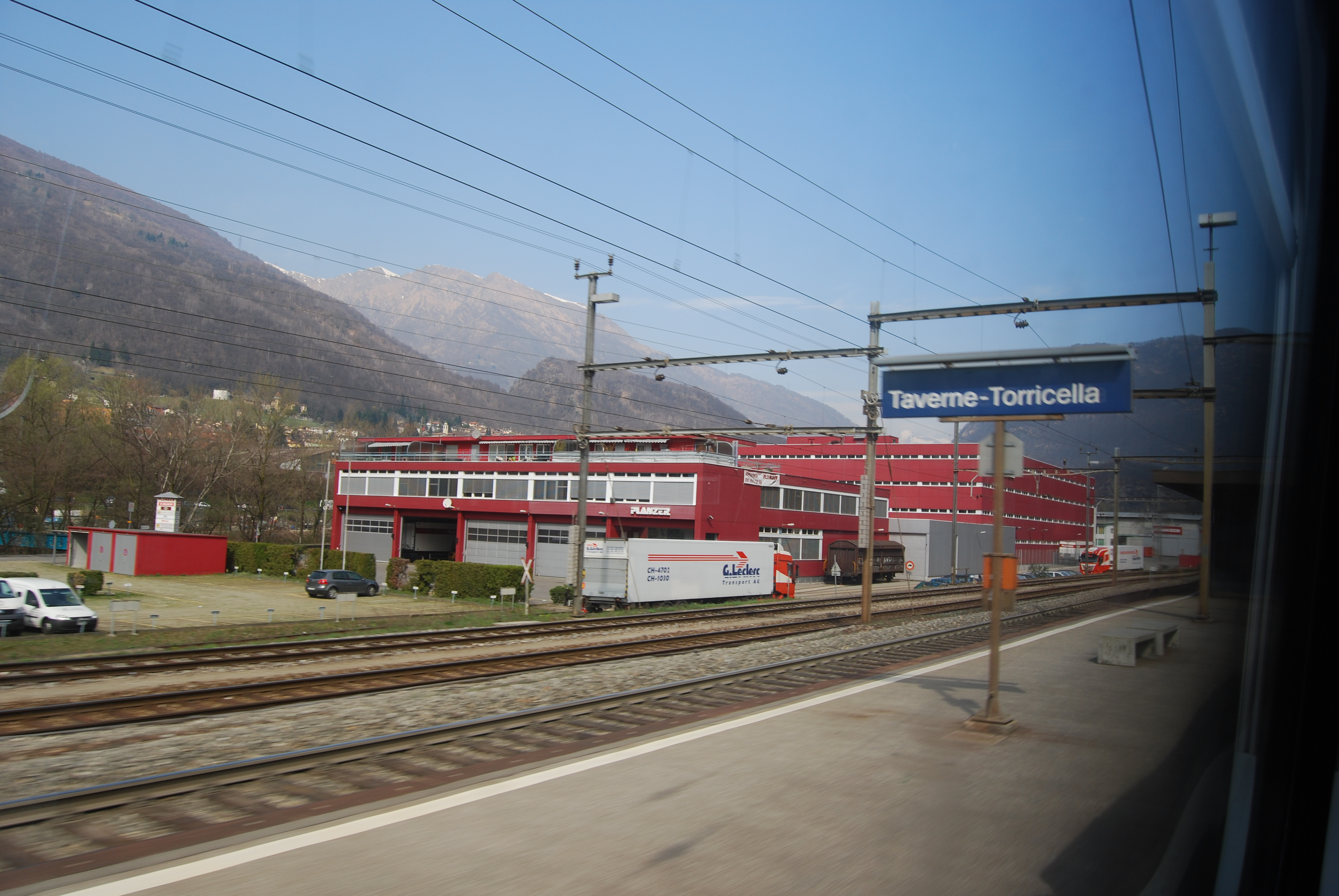
Torricella-Taverne